# F. Percy Smith
Frank Percy Smith (12 de enero de 1880 - 24 de marzo de 1945) fue un británico, naturalista y pionero de los documentales sobre la naturaleza  que trabajó para Charles Urban, donde fue pionero en el uso de cámara rápida y microcinematografía.

## Biografía
Percy Smith, era hijo de Francis David Smith y Ada Blaker. En 1907, se casó con Kate Louise Ustonson. Comenzó a fotografiar el mundo natural que lo rodeaba mientras trabajaba como empleado de la Junta Británica de Educación, pero su deseo de explotar las posibilidades educativas de la película recién se manifiesta cuando realiza una fotografía en primer plano de la lengua de una mosca azul que llamó la atención del productor de cine Charles Urban. Posteriormente, Smith hizo el film "Demostración de cómo vuelan las arañas" (1909) y "La mosca acróbata" (1910) antes de comenzar a trabajar a tiempo completo para la Charles Urban Trading Company. Dirigió más de cincuenta películas sobre la naturaleza para la serie Urban Sciences, incluida la película pionera de cámara rápida "El nacimiento de una flor" (1910), antes del comienzo de la Primera Guerra Mundial.
Durante la Primera Guerra Mundial Smith prestó servicios en la Royal Navy como fotógrafo naval, tomando fotografías aéreas de campos de batalla para las fuerzas británicas, y realizando varias películas presentando batallas mediante mapas animados, incluido el film titulado Lucha por los Dardanelos (1915).
Al finalizar la guerra trabajó para British Instructional Films en la serie los Secretos de la Naturaleza que dio comienzos en 1922 y realizó la comedia Las historias para la hora de la cama de la arana Archie (1925). Continuó trabajando para BIF durante la década de 1930 en la serie rebautizada Secretos de la Vida, pasando la dirección de las películas incluida Magic Myxies y El mundo en un vaso de vino (1931) a sus colegas Mary Field y H.R Hewer, mientras que se concentraba en la fotografía.
En el 2013 la BBC presentó un documental sobre los trabajos de Smith y se intentó recrear su película "La mosca acróbata" was screened in 2013.

## Filmografía
- To Demonstrate How Spiders Fly - en español: Demostracion de como vuelan las arañas -  (1909)
- The Acrobatic Fly - en español: La mosca acróbata - (1910)
- The Birth of a Flower - en español: El nacimiento de una flor - (1910)
- The Strength and Agility of Insects - en español: La fuerza y la agilidad de los insectos -   (1911)
- Fight for the Dardanelles - en español: Lucha por los Dardanelos -   (1915)
- The Bedtime Stories of Archie the Ant (1925) - en español: Las historias para la hora de la cama de la araña Archie - (1925)
- Ciclo de vida del maíz (1942)
- Ciclo de vida de la salamandra (1942)
- Ciclo de vida del moho (1943)
- Ciclo de vida de la cebolla (1943)